# Mother’s Ruin (englische Band)
Mother’s Ruin war eine englische Rock- und New-Wave-of-British-Heavy-Metal-Band aus London, die ca. 1981 gegründet wurde und sich 1987 auflöste.

## Geschichte
Nachdem die Band gegründet worden war, erschien 1981 über Spectra Records die Single Streetfighter mit dem Lied Leaving You als B-Seite. Durch den Vertrieb durch Pinnacle Records wurde der Tonträger recht gut verkauft. Im folgenden Jahr schloss sich ebenfalls bei Spectra Records das Debütalbum Road to Ruin an. Da die Band zu diesem Zeitpunkt Probleme in der Besetzung hatte, ist auf dem Album Andy Brown als Studiobassist vertreten. Im selben Jahr wurden die beiden Singles Say It's Not True mit It's Illogical als B-Seite und Streetlights mit Turn Another Corner als weiteren Song ausgekoppelt. Streetlights wurde in die Top 30 Kuts in der 1982er April-Ausgabe des Kerrang aufgenommen. Ein paar Monate später tauchte die Single dort erneut auf. Nach weiteren Auftritten löste sich die Band im Jahr 1987 auf. Sie war in ihrer Karriere unter anderem zusammen mit Motörhead und Dire Straits aufgetreten. Ein paar Jahre später fand sich die Gruppe kurzzeitig unter dem Namen The Beat Street Band wieder zusammen und veröffentlichte die Single Beat Street.

## Stil
Malc Macmillan schrieb in The N.W.O.B.H.M. Encyclopedia, dass es sich bei der A-Seite von Streetfighter um melodischen Rock und Heavy Metal handelt, während die B-Seite eine Ballade sei. Am ehesten sei die Gruppe dabei mit den NWoBHM-Bands wie Frenzy, Alkatrazz oder Mama’s Boys vergleichbar, jedoch könne Mother’s Ruin kaum wirklich als Repräsentant des Ethos der New Wave of British Heavy Metal zählen. Mit Road to Ruin habe die Band versucht, chartfreundlichen und US-amerikanisch klingenden Pop-Rock zu spielen, der zwischen etwas Adult Orientated Rock im Stil von Foreigner und Boston und noch melodischerem Mainstream-Material, vergleichbar mit dem der Eagles oder Steely Dan, schwanke, sodass als vergleichbare Bands H.G.B., Trader und Angel Street genannt werden könnten. Matthias Mader meinte in NWoBHM New Wave of British Heavy Metal. The glory Days, dass ein Großteil des Albums mehr wie Electric Light Orchestra als wie Judas Priest klingen. Martin Popoff fasste in seinem Buch The Collector’s Guide of Heavy Metal Volume 2: The Eighties zusammen, dass Road to Ruin chartfreundlichen, durch Popmusik beeinflussten „Soft Metal“ im Stil von New England und Touch spielt, wobei die E-Gitarren an Thin Lizzy erinnern würden. In The International Encyclopedia of Hard Rock and Heavy Metal wird die Musik der Band als guter, melodischer Pomp Rock bezeichnet.

## Diskografie
- 1981: Streetfighter (Single, Spectra Records)
- 1982: Streetlights (Single, Spectra Records)
- 1982: Say It's Not True (Single, Spectra Records)
- 1982: Road to Ruin (Album, Spectra Records)